# ソール・タイ
ソール・タイ (Saul Tigh) は、アメリカのSFテレビドラマ『GALACTICA/ギャラクティカ』(パイロット版別題『バトルスター ギャラクティカ サイロンの攻撃』)に登場する架空の人物。リメイク元の作品である『宇宙空母ギャラクチカ』(別題『宇宙空母ギャラクティカ』)のタイ大佐に相当する登場人物である。同じギャラクチカ(ギャラクティカ)副艦長という設定であるが、リメイク元のシリーズでは話の分かる寛大・柔軟なキャラクターだったのに対し、当リメイク版では嫌われ者の堅物キャラクターに変更されている。

空母ギャラクティカ の副艦長である。妻はエレン・タイ。
ウィリアム・アダマの誘いでギャラクティカに乗船した。
常時酒瓶やボトルを持ち歩いておりアルコール中毒である。特に悩みやストレス、辛い過去を思い出したりしているときはかなりの量を飲んでいる。
ニュー・カプリカ入植後、サイロン占領下で囚われの身となりそこで受けた拷問で目玉を抉り出された為、現在は眼帯をしている。カーラ・スレースとは犬猿の仲でリー・アダマとも衝突することが多い。
シーズン3の最終話でサム・アンダース、ガレン・チロル、トリー・フォスターと共にサイロンであることが明らかになった。

## エレン・タイ
妻。第二次サイロン戦争で死んだかに思われたが実はコロニアル船団におり、ウィリアム・アダマ曰く「船団の半分の男とセックスした」と言うほどの尻軽である。また「男の悪い部分を引き出す才能がある」とも語っている。
ソールの事は愛しておりニュー・カプリカ入植時に囚われの身となったソールのためにサイロンに体を捧げるなどしていた。しかしその後、これもソールを思ってのことだったがレジスタンス活動の計画をサイロンに漏らしてしまい、最終的にソールが責任を取って毒殺する。

## 経歴
- 空母ギャラクティカ配属、副艦長：大佐